# Гушит
Гушит (Гушит-Орд) (бур. Гушаад) — деревня в Эхирит-Булагатском районе Иркутской области России. Входит в состав Корсукского муниципального образования. Находится примерно в 18 км к северо-востоку от районного центра.

## Происхождение названия
| 2002 | 2010 | 2011 | 2012 |
| ---- | ---- | ---- | ---- |
| 160  | ↘146 | ↘145 | ↘139 |

Название, возможно, происходит от бурятского гушан, гушаад, что переводится как тридцать. Такое название дано, вероятно, потому, что населённый пункт тридцать семей. Возможно, основатели деревни пришли с другой стороны Байкала и этнически относятся к хори-бурятам.

## Население
По данным Всероссийской переписи, в 2010 году в деревне проживало 146 человек (66 мужчин и 80 женщин).